# 理研香料工業
理研香料工業株式会社（りけんこうりょうこうぎょう）は、東京都港区に本社を置く香料メーカーである。鈴木梅太郎、大河内正敏らによって発明された合成清酒の製造副産物である高級アルコール類から香料を製造することを目的とし、理化学研究所を母体として1952年に設立された。食品・香粧品香料のほか、都市ガス等の着臭剤の製造を行う。

## 主な製品
- 食品・香粧品香料
- 都市ガス・プロパンガス向け着臭剤
- 合成香料 - ジメチルベンジルカルビノールなど
- パーマ液原料のL-システインなど

## 事業所
- 本社 - 〒108-0014 東京都港区芝五丁目31番19号
- 羽田工場・開発研究所 - 〒144-0033 東京都大田区東糀谷三丁目18番18号
- 菊川工場 - 〒439-0023 静岡県菊川市三沢1557番地

## 沿革
- 1952年 - 会社設立
- 2014年2月3日 - 持株会社体制に移行。（旧）理研香料工業を理研香料ホールディングスに社名変更するとともに、製造を行う（新）理研香料工業株式会社を設立[2]。